# NGC 2883
NGC 2883 é uma galáxia irregular (IBm) localizada na direcção da constelação de Pyxis. Possui uma declinação de -34° 06' 08" e uma ascensão recta de 9 horas, 25 minutos e 18,4 segundos.
A galáxia NGC 2883 foi descoberta em 7 de Abril de 1837 por John Herschel.